# Suzuki GS 500
Suzuki GS 500 – motocykl marki Suzuki.

## Dane techniczne
| Silnik                 |                                        |
| Typ:                   | Czterosuwowy, dwucylindrowy, rzędowy   |
| Rozrząd                | DOHC, 2 zawory na cylinder             |
| Pojemność skokowa      | 487 cm3                                |
| Średnica x skok tłoka  | 74 × 56,6 mm                           |
| Stopień sprężania      | 9 : 1                                  |
| Moc maksymalna         | 46KM przy 9000 obr/min (od 1996r 45KM) |
| Maksymalny moment obr. | 39Nm przy 7800 obr/min                 |
| Zasilanie              | 2 gaźniki Mikuni BST 33                |
| Smarowanie             | Pod ciśnieniem z mokrą misą olejową    |
| Rozruch                | Elektryczny                            |
| Alternator             | 230W                                   |
| Akumulator             | 12V 11Ah                               |
| Zapłon                 | Elektroniczny                          |
| Chłodzenie             | Powietrze                              |

| Przeniesienie napędu  |                                                     |
| Przeniesienie wstępne | 2,71                                                |
| Sprzęgło              | mokre, wielotarczowe                                |
| Skrzynia biegów       | 6 stopniowa                                         |
| Przełożenia           | I-2,46, II-1,77, III-1,38, IV-1,12, V-0,96, VI-0,85 |
| Przeniesienie końcowe | Łańcuch o-ring 2,34                                 |

| Podwozie           | |
| Rama               | Stalowa, podwójna, zamknięta                                                                                  |
| Zawieszenie przód  | Widelec teleskopowy, średnica rur nośnych 37 mm, skok 120 mm, od 1993 r. regulacja napięcia wstępnego sprężyn |
| Wysokość siedziska | 76 cm |
| Zawieszenie tył    | wahacz wleczony, stalowy, pojedynczy elementy tłumiąco-resorujący, skok 115 mm                                |
| Hamulec przedni    | Pojedyncza pływająca tarcza o średnicy 310 mm, dwutłoczkowy zacisk                                            |
| Hamulec tylny      | Pojedyncza tarcza o średnicy 250 mm, dwutłoczkowy zacisk                                                      |
| Ogumienie przód    | 110/70-17 |
| Ogumienie tył      | 130/70-17 |

| Wymiary i masy            |         |
| Długość                   | 2100 mm |
| Wysokość siedzenia        | 760 mm  |
| Rozstaw osi               | 1410 mm |
| Masa sucha                | 175 kg  |
| Masa do jazdy             | 192 kg  |
| Maksymalna masa całkowita | 380 kg  |

| Dane eksploatacyjne |                   |
| Prędkość maksymalna | 185 km/h          |
| Zużycie paliwa      | 5 l/100km         |
| Przyspieszenie      | 0-100 km/h w 5,4s |